# كاشفات المعادن ذات الحث النبضي
كاشفات المعادن ذات الحث النبضي هي اجهزة الكترونية من تصنيف كاشفات المعادن التي تعمل وفق تقنية الحث النبضي أو بالإنجليزية Pulse Induction والذي يعتمد بدورة على مبدأ الحث الكهرومغناطيسي.
تستخدم كاشفات المعادن ذات الحث النبضي في العديد من المجالات لكشف المعادن مثل البحث عن النقود القديمة والآثار التاريخية وغير ذلك

مبدا الحث الكهرومغناطيسي
الحثّ الكهرومغناطيسي  أو التحريض الكهرومغناطيسي هو إنتاجُ قوّة محرِّكَةٍ كهربائيّة (أي جهد كهربائيّ أو فولتاج) عبر موصلٍ كهربائيّ في مجال مغناطيسيّ مُتغيّر.
يُنسب الفضل إلى العالم مايكل فاراداي باكتشاف الحثّ الكهرومغناطيسي عام 1831، وإلى العالم جيمس كلارك ماكسويل بوصف الحثّ رياضيا وفق ـقانون فاراداي. 
كذلك يوصف قانون لنز اتجاه الحقل المُحرَّض. عُمِّمَ قانون فاراداي فيما بعد ليُصبِحَ معادلة ماكسويل-فاراداي إحدى أربع معادلات في نظرية جيمس كلارك ماكسويل للكهرومغناطيسيّة.
للتحريض الكهرومغناطيسيّ تطبيقاتٍ عملية متعددة في مجال التكنولوجيا الكهربائية بما في ذلك المكونات الكهربائيّة مثل  المحوِّلات وأجهزة كهربائيّة كالمحركات الكهربائيّة والمولِّدَات.
استخدام تقنية الحث النبضي في كشف المعادن
يعتمد مبدا كاشفات المعادن على الحث الكهرومغناطيسي وهناك نوعان لهذه الاجهزة الأول والأكثر شيوعا هو كاشفات المعادن ذات التردد المنخفض والمستخدمة بكثرة نظرا لسهولة تصنيعها وتكلفتها المنخفضة.
يعتمد الشكل الأقل شيوعًا للكشف عن المعادن على تقنية الحث النبضي Pulse Induction أو اختصارا PI. على عكس تقنية التردد المنخفض جداً VLF ،
قد تستخدم أنظمة الحث النبضي ملفًا واحدًا أي وشيعة كهربائية واحدة كجهاز الإرسال والاستقبال، أو قد يكون هناك ملفان أو حتى ثلاث ملفات تعمل معًا.
مبدا العمل في اجهزة كشف المعادن ذات الحث النبضي
يتم توليد تيار كهربائي عبر بطاريات قلوية أو بطاريات ليثيوم - ايون وتتولد نبضات قوية وقصيرة من التيار تمرر من خلال مجموعة لفائف من الأسلاك النحاسية. 
وكل نبضة تولد مجال مغناطيسي قصير. عندما ينتهي النبض، ينعكس المجال المغناطيسي القطبية وينهار فجأة، مما يؤدي إلى ارتفاع كهربائي حاد. 
يستمر هذا الارتفاع بضع ميكروثواني (مليون من الثانية) ويسبب تيارًا آخر يمر عبر الملف.
يسمى هذا التيار بالنبض المنعكس وهو قصير للغاية ويدوم حوالي 30 ميكروثانية فقط. ثم يتم إرسال نبض آخر وتكرر العملية.
يرسل جهاز الكشف عن المعادن النموذجي القائم على الحث النبضي حوالي 100 نبضة في الثانية
ولكن يمكن أن يختلف الرقم بشكل كبير بناءً على الشركة المصنعة والطراز، بدءًا من اثنتي عشرة نبضة في الثانية إلى أكثر من ألف نبضة في الثانية.
إذا كان كاشف المعادن فوق جسم معدني، فإن النبض يخلق مجال مغناطيسي معاكس في الجسم. عندما ينهار المجال المغناطيسي للنبض  مما يتسبب في النبض المنعكس،
فإن المجال المغناطيسي للجسم يجعله يستغرق وقتًا أطول حتى تختفي النبضة المنعكسة تمامًا.
تعمل هذه العملية شيئًا مثل الصدى: إذا صرخت في غرفة بها عدد قليل من الأسطح الصلبة، فربما تسمع صدى قصيرًا جدًا، أو قد لا تسمع صوتًا على الإطلاق؛
ولكن إذا صرخت في غرفة بها الكثير من الأسطح الصلبة، فإن الصدى يستمر لفترة أطول. 
في كاشف المعادن بتقنية الحث النبضي، تضيف المجالات المغناطيسية من الأجسام المستهدفة «صدى» إلى النبضة المنعكسة، مما يجعلها تدوم لفترة أطول مما كانت ستحتاجه بدونها.
تطبيقات اجهزة كشف المعادن ذات الحث النبضي
- كشف النقود القديمة وهي عملية البحث عن النقود المسكوكة التاريخية والتي كانت تصنع من الذهب أو الفضة أو النحاس أو البرونز وهي هواية منتشرة بكثرة في مختلف دول العالم
- البحث عن الذهب الخام الطبيعي والذي يوجد في بعض المناطق على شكل حبيبات تسمى شذرات الذهب أو على شكل عروق صخرية من الذهب أو فلزات مختلطة مع معادن أخرى وشوائب.
- البحث عن فلزات جميع أنواع المعادن والتي تقسم إلى المعادن الحديدية المغناطيسية مثل الحديد والمعادن غير الحديدية مثل الفضة والنحاس
- للبحث عن الأشياء المهملة أو المفقودة والأشياء الثمينة من صنع الإنسان مثل المجوهرات والهواتف المحمولة والكاميرات والأجهزة الأخرى.
- تمشيط الشواطئ على البحار والمحيطات للبحث عن العملات المعدنية المفقودة أو المجوهرات مثل خواتم مفقودة وسلاسل واطواق وغير ذلك من الحلي أو الادوات المعدنية.
- بعض أجهزة الكشف عن المعادن مقاومة للماء، للسماح للمستخدم بالبحث عن الأشياء المغمورة في مناطق المياه الضحلة.